# 拓務省
拓務省（たくむしょう）は、1929年（昭和4年）から1942年（昭和17年）まで日本に存在した官庁。所掌事務は日本の植民地の統治事務・監督のほか、南満洲鉄道・東洋拓殖の業務監督、海外移民事務だった。長は拓務大臣（たくむだいじん、拓相）。
明治時代に同じく植民地事務を所管した拓殖務省も本項目で解説する。

## 沿革
1896年（明治29年）3月31日、拓殖務省官制（勅令）が公布され、4月2日に拓殖務省（たくしょくむしょう）が設置されて高島鞆之助が拓殖務大臣に任じられた。前年の日清講和条約で台湾の領有が日本に帰することになり、内閣総理大臣の下に台湾事務局が置かれていたが、独立の一省の下に一元化する主旨で拓殖務省は設置された。拓殖務省には南部局と北部局が置かれ、南部局は台湾総督府を監督など台湾に関する事務、北部局は従来内務省所管とされていた北海道に関する事務を掌った。しかし、拓殖務省は財政緊縮などの理由から、1897年（明治30年）9月2日に廃止された（高島が同省廃止まで大臣を務めていた）。これに伴い同年9月1日に再び内閣に台湾事務局をおく旨公布された（勅令）。また、北海道についても内務省の北海道局に移管された。なお、台湾事務局は1898年（明治31年）10月に廃止され内務省に移管された。
1905年（明治38年）9月に日露戦争の講和条約として締結された日露講和条約後、南樺太には樺太庁（前身は樺太民政署）、関東州には関東都督府が設置され、朝鮮にも同年11月の第二次日韓協約後に統監府が設置された。そこで1910年（明治43年）6月22日、拓殖局官制が公布され（勅令）、これらの地域に関する事項（関東州に関する外交に関する事項を除く）を統理するため内閣総理大臣直属の所轄行政機関として拓殖局が新設された。拓殖局の設置により外地からの情報は集約されたが、その組織は極めて小規模なものだった。
1913年（大正2年）6月、拓殖局は行政整理のため廃止され、朝鮮、台湾及び樺太に関する事務は内務省、関東州に関する事務は外務省の管掌となった。しかし、1917年（大正6年）7月31日、改めて拓殖局官制が公布された（勅令）（初代長官白仁武）。1917年に再び設置された拓殖局は内閣直属の機関であり、朝鮮、台湾、樺太及び関東州並びに南満州鉄道株式会社に関する事務を掌ることになった。さらに1920年（大正9年）に南洋群島が日本の委任統治領となり、1922年（大正11年）に南洋庁が設置されたことから、拓殖局は南洋群島に関する事務も掌ることになった。なお、1922年11月の行政整理で拓殖局は拓殖事務局に改められ、1924年（大正13年）12月に内閣の内局の拓殖局となった。
従来の拓殖局に対しては、組織が不十分で広範多岐にわたる統治事務に当たるに適当でなく、事務が外務省や内務省に分属して事務の連絡統制を欠いているとされ、田中義一内閣は1927年（昭和2年）11月に拓殖省設置準備委員会を設置して拓務行政機構の審議検討を行った。そして、1929年（昭和4年）6月10日、拓務省官制が公布され（勅令）、拓務省が新設され、朝鮮総督府・台湾総督府・関東庁・樺太庁・南洋庁の統治事務の監督、および海外移民の募集や指導を行うことになった。
しかし、省設置後に始まった満洲事変以降に獲得した占領地は軍部が統治していて拓務省が関与できなかったこと、朝鮮総督府には直接の監督権がないなど、当初から問題点が指摘されていた。
1934年（昭和9年）には対満関係機関の調整問題が起き、同年9月14日の閣議で対満事務中移植民に関する事項を除いて、関東庁に関する事務と満州での拓殖事業の指導奨励に関する事務、南満州鉄道株式会社に関する事務及び満州電信電話株式会社の業務監督事務が対満事務局に移管された。また、1938年（昭和13年）の興亜院設置後はその管轄とされた拓殖事業が拓務省から同院に移管された。
1942年（昭和17年）11月1日に大東亜省官制が公布され（勅令）、大東亜共栄圏を包括的に管理する大東亜省が設置されると、拓務省は、大東亜省・内務省・外務省などに分割された。

## 設立当初の組織
- 大臣官房
  - 秘書課
  - 文書課
  - 会計課
  - 調査課
- 朝鮮部 - 朝鮮総督府に関する事務を担当
- 管理局 - 地方行政・警察などを担当
  - 行政課
  - 司計課
  - 警務課
- 殖産局 - 産業振興・物資統制・植民会社を担当
  - 農林課
  - 商工課
  - 理財課
  - 物資調整課
- 拓務局 - 海外・外地移民を担当（のち拓北局・拓南局に分割）
  - 総務課
  - 東亜第一課
  - 東亜第二課
  - 南米課
  - 南洋課

## 歴代大臣
- 辞令のある再任は代として数え、辞令のない留任は数えない。
- 臨時代理は不在の場合のみ記載し、海外出張等の一時不在代理は記載しない。

| 拓殖務大臣（拓殖務省） |      |            |                             |                          |                          |                                |
| 代                     | 氏名 | 氏名       | 内閣                        | 就任年月日               | 退任年月日               | 備考                           |
| 1                      |      | 高島鞆之助 | 第2次伊藤内閣 第2次松方内閣 | 1896年（明治29年）4月2日 | 1897年（明治30年）9月2日 | 拓殖務省の設置から廃止に同じ。 |

| 拓務大臣（拓務省） |      |            |               |                            |                                               |
| 代                 | 氏名 | 氏名       | 内閣          | 就任年月日                 | 備考                                          |
| 1                  |      | 田中義一   | 田中内閣      | 1929年（昭和4年）6月10日   | 内閣総理大臣・外務大臣兼務                    |
| 2                  |      | 松田源治   | 濱口内閣      | 1929年（昭和4年）7月2日    |                                               |
| 3                  |      | 原脩次郎   | 第2次若槻内閣 | 1931年（昭和6年）4月14日   |                                               |
| 4                  |      | 若槻禮次郎 | 第2次若槻内閣 | 1931年（昭和6年）9月10日   | 内閣総理大臣兼務                              |
| 5                  |      | 秦豊助     | 犬養内閣      | 1931年（昭和6年）12月13日  |                                               |
| 6                  |      | 永井柳太郎 | 齋藤内閣      | 1932年（昭和7年）5月26日   |                                               |
| 7                  |      | 岡田啓介   | 岡田内閣      | 1934年（昭和9年）7月8日    | 内閣総理大臣兼務                              |
| 8                  |      | 兒玉秀雄   | 岡田内閣      | 1934年（昭和9年）10月25日  |                                               |
| 9                  |      | 永田秀次郎 | 廣田内閣      | 1936年（昭和11年）3月9日   |                                               |
| 10                 |      | 結城豊太郎 | 林内閣        | 1937年（昭和12年）2月2日   | 大蔵大臣兼務                                  |
| 11                 |      | 大谷尊由   | 第1次近衛内閣 | 1937年（昭和12年）6月4日   |                                               |
| 12                 |      | 宇垣一成   | 第1次近衛内閣 | 1938年（昭和13年）5月26日  | 外務大臣兼務                                  |
| 13                 |      | 近衛文麿   | 第1次近衛内閣 | 1938年（昭和13年）9月30日  | 内閣総理大臣・外務大臣兼務                    |
| 14                 |      | 八田嘉明   | 第1次近衛内閣 | 1938年（昭和13年）10月29日 | 商工大臣兼務 （1939年（昭和14年）1月5日以降） |
| 15                 |      | 小磯國昭   | 平沼内閣      | 1939年（昭和14年）4月7日   |                                               |
| 16                 |      | 金光庸夫   | 阿部内閣      | 1939年（昭和14年）8月30日  |                                               |
| 17                 |      | 小磯國昭   | 米内内閣      | 1940年（昭和15年）1月16日  |                                               |
| 18                 |      | 松岡洋右   | 第2次近衛内閣 | 1940年（昭和15年）7月22日  | 外務大臣兼務                                  |
| 19                 |      | 秋田清     | 第2次近衛内閣 | 1940年（昭和15年）9月28日  |                                               |
| 20                 |      | 豊田貞次郎 | 第3次近衛内閣 | 1941年（昭和16年）7月18日  | 外務大臣兼務                                  |
| 21                 |      | 東郷茂徳   | 東條内閣      | 1941年（昭和16年）10月18日 | 外務大臣兼務                                  |
| 22                 |      | 井野碩哉   | 東條内閣      | 1941年（昭和16年）12月2日  | 1942年11月1日廃止                             |

## 大臣官邸
拓務大臣官邸は芝区三田功運町に置かれていた。

## 歴代内閣拓殖局長等
拓殖局総裁
- （兼務）桂太郎：1910年6月22日 - 1911年5月5日
- 柴田家門：1911年5月5日 - 8月30日
- 元田肇：1911年8月31日 - 1912年12月21日
- （兼務）後藤新平：1912年12月21日 - 1913年2月22日
- （兼務）元田肇：1913年2月22日 - 6月12日

拓殖局長官
- 白仁武：1917年7月31日 - 1918年2月27日
- （兼務）有松英義：1918年2月27日 - 9月30日
- 古賀廉造：1918年9月30日 - 1921年5月27日
- 川村竹治：1921年5月27日 - 1922年6月14日
- 赤池濃：1922年6月14日 - 10月24日
- （事務取扱）元田敏夫：1922年10月24日 - 11月1日

拓殖事務局長
- 元田敏夫：1922年11月1日 - 1923年10月25日
- 俵孫一：1923年10月25日 - 1924年1月14日
- 別府総太郎：1924年1月14日 - 6月24日
- 浜田恒之助：1924年6月24日 - 12月20日

内閣拓殖局長
- 浜田恒之助：1924年12月20日 - 1925年9月16日
- 黒金泰義：1925年9月16日 - 1927年5月2日
- 成毛基雄：1927年5月2日 - 1929年6月10日